# Савицька Олена Вікторівна
Михайленко (Савицька) Олена Вікторівна (3 липня 1977 року) — український географ-геоеколог, кандидат географічних наук, доцент кафедри фізичної географії та геоекології Київського національного університету імені Тараса Шевченка. З 1 вересня 2022 року — вчитель географії Димерського ліцею № 2 Димерської селищної ради.

## Біографія
Народилася 3 липня 1977 року в місті Городок Хмельницької області. Закінчила 1999 року географічний факультет Київського національного університету імені Тараса Шевченка за спеціальністю «географія» та здобула кваліфікацію магістра географії, географа-геоеколога, викладача. Проходила у 2000—2001 роках стажування в Берлінському університеті імені Гумбольдта (Німеччина). Кандидатська дисертація «Ландшафтно-екологічний аналіз зеленої зони столичного міста (на прикладі міст Києва і Берліна)» захищена у 2003 році. З 2003-го по 2008 рік працювала асистентом кафедри фізичної географії та геоекології Київського національного університету імені Тараса Шевченка, з 2008 по 2020 рік включно — доцентом цієї ж кафедри, у 2010 році отримала наукове звання доцента. Прізвище змінила у 2017 році у зв'язку з укладанням шлюбу. З 2022 року працює у Димерському ліцеї № 2 Димерської селищної ради (Київська область), на посаді вчителя географії. Викладає географію, природознавство та основи фінансової грамотності.

## Нагороди і відзнаки
Відзначена Дипломом Президії НАН України у 2000 році (за дослідження, проведені для отримання диплома магістра географії).

## Наукові праці
Сфера наукових інтересів: геоекологічні дослідження міського середовища, зокрема, стану та структури відкритих просторів сучасних міст; теоретичні та методологічні аспекти естетико-ландшафтного аналізу довкілля; ландшафтне планування, ландшафтний дизайн. Автор 30 наукових праць, 2 навчальних посібників. Основні праці:
1. Естетика ландшафту. — К., 2005.
2. Ландшафтознавство. — К., 2008.